# Московська фонологічна школа
Московська фонологічна школа, МФШ — напрямок у фонології, що виник в 20-30-і рр. 20 ст Виходить з розуміння фонеми як значеннєворозрізнювальної одиниці, яка є компонентом морфеми. Використовує як критерій ототожнення фонем критерій морфемної тотожності.
Сучасна українська фонологія базується переважно на теорії Московської фонетичної школи — за традицією із радянських часів.
Загалом вчення Московської фонологічної школи опиралося на теорії і праці польського вченого Бодуена де Куртене І. О..
В кінці 1940-х років від МФШ відійшов Аванесов, що запропонував концепцію, сформульовану ним в книзі «Фонетика сучасної російської літературної мови» (1956).
Ідеї МФШ знайшли відображення в роботах фонологів наступного покоління, в основному учнів засновників школи (М. В. Панов, В. В. Іванов, В. К. Журавльов і ін.).

## Вчення про фонему
В основі теорій Московської фонологічної школи — наука про фонему. Головне твердження цієї школи — необхідність послідовного вживання морфемного критерію при визначенні фонемного складу мови. Відповідно до цього вводяться поняття функції фонеми (перцептивна і сигніфікатівна), фонетичної позиції, позиційного чергування, розподілу (дистрибуції), диференціальних і інтегральних ознак фонеми, чергувань, гіпер-фонеми.
Найважливішою характеристикою фонеми, згідно з МФШ, є позиція, тобто умови вживання і реалізації фонем в мові. Наприклад, явні фонеми російської мови можуть уживатися в наголошеній позиції, у позиції першого переднаголошеного, інших переднаголошених, а також післянаголошених складів; важливі також позиції сусідства з тими або іншими фонемами.

## Представники
- Н. Ф. Яковлєв,
- В. Н. Сідоров,
- Р. І. Аванесов,
- А. М. Сухотин,
- А. А. Реформатський,
- П. С. Кузнецов,
- М. В. Панов
- Г. О. Винокур